# دیوید وو
دیوید وو (انگلیسی: David Wu؛ زادهٔ ۸ آوریل ۱۹۵۵) یک سیاست‌مدار، و تدوین‌گر اهل ایالات متحده آمریکا است.